# تله ادراکی

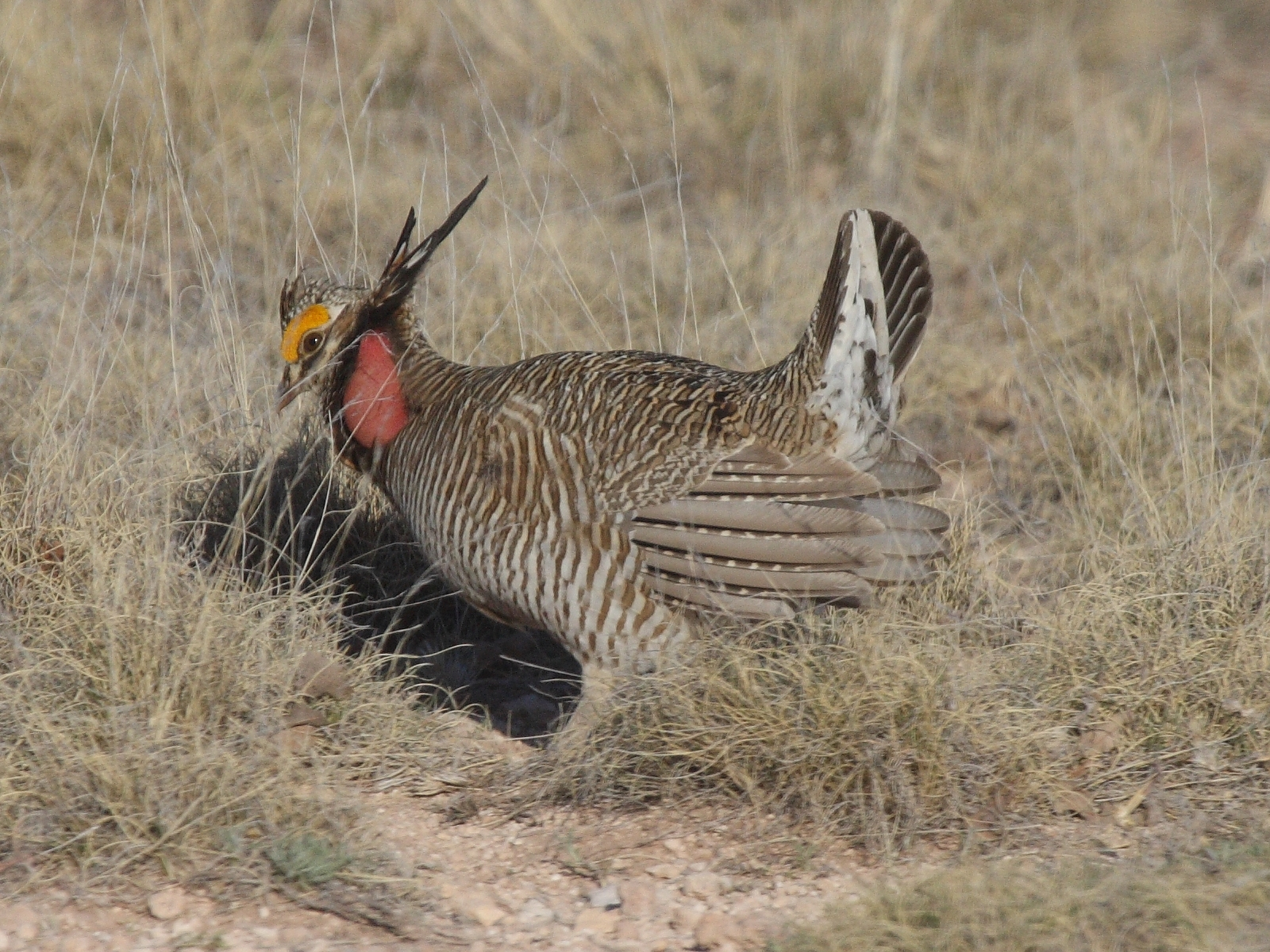
پتن و کلی پیشنهاد می‌کنند که یک تله ادراکی روی جمعیت‌های مرغ دشت‌نشین کوچک عمل می‌کند.

تله ادراکی یا تله دریافتی (به انگلیسی: Perceptual trap) یک سناریوی بوم‌شناختی است که در آن تغییرهای زیست‌محیطی، معمولاً انسانی، جاندار را به سوی پرهیز از زیستگاه با کیفیت بالا هدایت می‌کند. این مفهوم به تله بوم‌شناختی مربوط می‌شود که در آن تغییرهای محیطی باعث ترجیح یک زیستگاه با کیفیت پایین می‌شود.